# Svetišče na Tabru
Svetišče Blažene Device Marije Vnebovzete (italijansko Santuario della Beata Maria Vergine Assunta) je rimskokatoliška cerkev v Občini Repentabor. Župnija je del dekanije Opčine.

## Zgodovina
Cerkev je bila zgrajena leta 1512 na tabru, utrdbi za obrambo kmečkega prebivalstva pred Turki od srede 15. do konca 16. stoletja. Leta 1750 so jo preuredili. V 18. stoletju je bila cerkev obnovljena, leta 1802 pa je bil zgrajen zvonik, ki se naslanja na fasado. Leta 1857 je bila ustanovljena župnija Repentabor. Leta 2012 je cerkev v Repentabru dobila status dekanske cerkve in škofijskega svetišča.